# Virtuální vítězství
Virtuální vítězství (v anglickém originále E My Sports) je 17. díl 30. řady (celkem 656.) amerického animovaného seriálu Simpsonovi. Scénář napsal Rob LaZebnik a díl režíroval Rob Oliver. V USA měl premiéru dne 17. března 2019 na stanici Fox Broadcasting Company a v Česku byl poprvé vysílán 27. května 2019 na stanici Prima Cool. Na díle animátoři spolupracovali se společností Riot Games a v anglické verzi seriálu nadaboval některou z postav známý americký komentátor League of Legends David „Phreak“ Turley.

## Děj
Při návštěvě Patty a Selmy Bouvierových u Simpsonových Líza porazí Homera v několika stolních hrách. Patty a Selma se začnou vyptávat, kde je Bart. Homer Barta uplatil tím, že mu koupil nejmodernější herní počítač. Při vstupu Simpsonových do Bartova pokoje vidí Barta, který se svými přáteli hraje videohru Konflikt nepřátel. Bart hraje videohru i při koupeli ve vaně. Homer se snaží Barta přesvědčit, aby přestal hru hrát, ale Bart mu sdělí, že v turnaji může jeho tým vyhrát tisíc amerických dolarů, a přesvědčí jej, aby ho nechal trénovat na turnaj. Bart s týmem Evergreen Terrors vyhraje tisíc dolarů. Homer se pokusí Bartův tým přesvědčit, aby s hraním videoher přestali, ale Bart Homera přesvědčí argumentem, že se výhrou kvalifikovali na turnaj, ve kterém mohou vyhrát půl milionu dolarů.
Homer nenápadně sdělí Marge, že bude Barta koučovat. Sehnal mu mentora jménem Detonátor, který má Bartův tým vyučovat. Po chvíli však Detonátor oznámí, že už je na hraní videoher příliš starý, a Homer je nucen ho ve vyučování nahradit. Marge se svěřuje Homerovi, že se o Barta bojí, ale Homer ji přesvědčí, že se nemusí obávat. Na turnaji hry Konflikt nepřátel uspějí a dostanou se až na světový šampionát do jihokorejského Soulu. Líza je smutná, že se jí Homer nevěnuje, chce také letět do Soulu, aby tam mohla navštívit chrám Jogyesa. Přesvědčí proto Marge, aby letěly také.
V Soulu rodina navštíví chrám Jogyesa. Udělá si tam mandaly ze soli. Po dlouhé práci Líza ostatním oznámí, že musí své mandaly zničit, aby dokázali, že závislost na pozemských statcích postrádá smysl, a aby dosáhli zenu. Bartův tým se pak účastní světového šampionátu v hraní videoher. Protože si Homer (ne)závislost na pozemských statcích vyložil nesprávně, před vyvrcholením šampionátu vypne elektřinu v aréně.

## Přijetí
Při americké premiéře díl sledovalo celkem 2,08 milionu diváků, přičemž mezi dospělými diváky ve věku mezi 18 a 49 lety získal rating 0,8 a share 4.
Dennis Perkins z The A.V. Clubu udělil epizodě známku B− a uvedl: „Už jen díky poučení, které nám poskytlo 30 let zkoumání popkultury, se epizoda Simpsonových o e-sportu Virtuální vítězství vyhnula většině nejzřetelnějších úskalí, která takový příběh nabízí. Před samotným dílem byla překrývající se skupina fanoušků Simpsonových a vášnivých hráčů veřejně ujišťována, že seriál angažoval lidi z Riot Games, aby zajistili, že Bartův vpád do světa kompetitivního hraní nebude skřípat stařeckými vtipy o dětech.